# Don Knight
Don Knight  (né le 16 février 1933 à Manchester, au Royaume-Uni, et mort le 18 août 1997  à Squaw Valley, Californie) est un acteur anglais.

## Filmographie

### Cinéma
- 1967 : Traffic dans la terreur (Titre original : Kill a Dragon) de Michael D. Moore : Ian
- 1968 : Tous les héros sont morts de Joseph Sargent : Pepper
- 1970 : Le Maître des îles de Tom Gries : Milton Overpeck
- 1970 : Trop tard pour les héros de Robert Aldrich : Soldat Connolly
- 1971 : Rio Verde de Andrew V. McLaglen : Tommy MacBride
- 1975 : Le Gang des chaussons aux pommes de Norman Tokar : John Wintle
- 1976 : Treasure of Matecumbe de Vincent McEveety : Skaggs
- 1982 : La Créature des marais de Wes Craven : Harry Ritter

## Télévision
- 1970 : Le Virginien saison 8 épisode 21 (A king's ranson) : Henry
- 1970 - 1971 :  L'Immortel (série télévisée) : Fletcher
- 1972 : Columbo : Symphonie en noir : Mike Alexander
- 1974 : La Petite Maison dans la prairie : Une longue marche : Jack Peters